# Wiershop
Wiershop ist eine Gemeinde im Kreis Herzogtum Lauenburg in Schleswig-Holstein östlich von Hamburg. Die Ortschaft Heidkaten liegt im Gemeindegebiet.

## Geschichte
Wiershop wurde als Wigershop 1230 im Ratzeburger Zehntregister erstmals urkundlich erwähnt. Der Ortsname ist sächsischen Ursprungs, das Dorf viel älter. Es gehörte über Jahrhunderte zum Gut Gülzow, das  mehr als 400 Jahre im Besitz des alten lauenburgischen Adelsgeschlechts der Schack und dann von 1736 bis 1930 im Besitz der Grafen von Kielmansegg war.

## Politik

### Gemeindevertretung
Bei der Kommunalwahl am 14. Mai 2023 wurden insgesamt neun Sitze vergeben. Von diesen erhielt die Allgemeine Bürgerliche Wählergemeinschaft Wirshop fünf Sitze und die Junge Liste Wiershop vier Sitze.

### Bürgermeister
Bürgermeister ist seit dem Jahr 1990 Hans-Ulrich Jahn.

### Wappen
Blasonierung: „In Silber ein mit elf grünen Lindenblättern besteckter, mit einer silbernen Lilie belegter, schwebender grüner Keil.“